# Raton Lover
Raton Lover est un groupe de musique folk rock originaire de la ville de Québec.

## Biographie
Composé originellement de Simon Lachance (voix, guitare, batterie), Martin Plante (basse, voix) et Simon Guénard (guitares) à l'occasion de la compétition Cégeps en spectacle en février 2006, Frédérick Desroches (clavier, batterie) et Éric Blanchard (guitares, lap steel) ont depuis rejoint le projet. Le quintette de la Vieille Capitale a lancé un premier album éponyme à l'automne 2014, sous la réalisation d'Éric Blanchard. Son son s'inspire de la musique des années 1960 et 1970, avec une touche country et des textes résolument québécois écrits par le chanteur principal, Simon Lachance. Le nom du groupe démontre la dualité entre le rock incisif (Raton) et le côté plus doux et tendre (Lover) de la musique de la formation.
Son deuxième album, Le sens du vent, paru le 10 février 2017 sous la bannière de la maison de disque La bonne maison, a été réalisé par le musicien du Saguenay Dany Placard. Plusieurs chansons qui y figurent ont été écrites en tournée lors de 45 jours sur la route, alors que l'enregistrement s'est fait au Studio Wild de Lanaudière, au bord d'un lac. Le résultat est un opus voguant entre légèreté et profondeur mêlant ballades et chansons rock entraînantes.
Le troisième opus réalisé par André Papanicolaou (Patrice Michaud), intitulé Changer de trottoir est paru le 13 septembre 2019. Qualifié de disque de grand qualibre par Jean-François Côté de ICI Première, il se déploie en quatre chapitres mettant de l'avant des thématiques s'opposant à l'idée du bonheur absolu. L'album a été enregistré live, avec les cinq membres jouant en même temps dans la même pièce du studio. Le groupe avait lancé un premier extrait lumineux, J'crache du sens, le 3 mai 2019.
Le 18 août 2020, Éric Blanchard annonce son départ de la formation afin de se concentrer sur son projet personnel, Rick et les bons moments.
Raton Lover est considéré comme une formation musicale s'illustrant particulièrement sur scène.

## Discographie

### Vidéoclips
En 2015, ils mettent en vedette l'artiste visuelle de Limoilou, MC Grou, dans le vidéoclip de la pièce Tant pis réalisé par Sébastien Corriveau. Elle est d'ailleurs la créatrice du logo de la formation. 
Le réalisateur est également derrière le vidéoclip de la pièce-titre du deuxième album, Le sens du vent , sorti en 2017. 
Le vidéoclip pour la pièce Mister Wright, paru en avril 2018, présentait les membres du groupe dans un contexte de spectacle.  
En 2019, à l'occasion de la sortie de leur album Changer de trottoir, le groupe fait paraître un clip réalisé par Alexandre Richard d'après une idée du chanteur Simon Lachance pour la chanson J'crache du sens.    

## Acadie
Le groupe Raton Lover entretient un lien particulier avec l'Acadie, région dont ils saluent l'esprit de communauté. C'est d'ailleurs lors de la FrancoFête qu'ils ont de nouveau rencontré Dany Placard et consolidé la réalisation de leur deuxième album. Le membre du groupe Éric Blanchard a également des origines acadiennes.

## Tournée
En juillet 2018, le groupe a effectué une tournée en Gaspésie.
En juin 2019, ils ont mis sur pied un concept particulier dans le cadre du Festival de la chanson de Tadoussac : le Raton Lover Funky Rock House Band. Sur la plage, ils ont joué leurs compositions et celles d'artistes invités : Sara Dufour, Marc Déry, Jérome 50, Maude Audet, Lou-Adriane Cassidy, Caroline Savoie et Étienne Fletcher. 